# Edeltraud Rogée

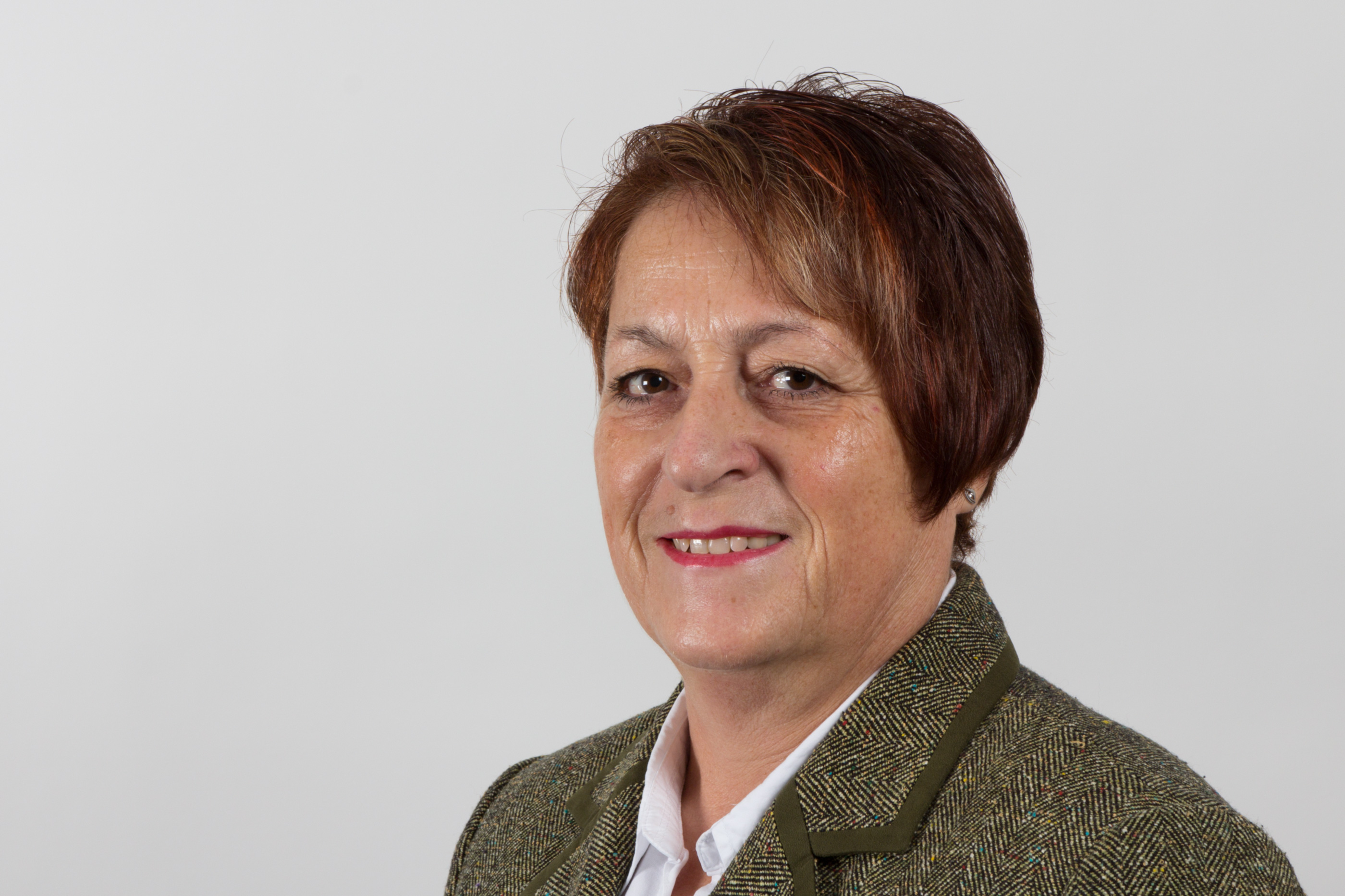
Edeltraud Rogée, 2012

Edeltraud Rogée (* 7. April 1954 in Wanzleben) ist eine deutsche Politikerin (Die Linke) und Mitglied des Landtages Sachsen-Anhalt.

## Leben
Nach Abschluss der Polytechnischen Oberschule im Jahr 1970 machte Edeltraud Rogée bis 1972 eine Berufsausbildung zur Fachverkäuferin. Im Jahr 1979 absolvierte sie ihren Fachschulabschluss als Ökonom für den Binnenhandel und 1982 den Abschluss zur Diplom-Gesellschaftswissenschaftlerin. Zwischen 1972 und 1979 war Rogée Fachverkäuferin bei der HO Waren des täglichen Bedarfs (WtB). Von 1979 bis 1982 folgte ein Studium an der Gewerkschaftshochschule.
Von 1982 bis 1989 war sie Kreisvorsitzende der Gewerkschaft Handel, Nahrung und Genuss (HNG) in Magdeburg (Nord) und von 1989 bis 1990 Bezirksvorsitzende der Gewerkschaft HNG Bezirk Magdeburg. 1990 war Edeltraud Rogée zweite Vorsitzende der Gewerkschaft HBV in der DDR und zwischen 1990 und Juli 2001 Landesvorsitzende Gewerkschaft HBV in Sachsen-Anhalt. Von 2001 bis 2007 war sie stellvertretende Landesbezirksleiterin der Gewerkschaft Verdi in Sachsen-Anhalt.
Rogée ist konfessionslos, geschieden und hat ein Kind.

## Politik
Edeltraud Rogée trat 2005 in Die Linkspartei.PDS ein. Seit Juni 2009 ist sie Stadträtin der Partei Die Linke in Magdeburg.
Seit 2007 ist Rogée Sprecherin der Arbeitsgemeinschaft „Betrieb und Gewerkschaft“ von Die Linke in Sachsen-Anhalt. Außerdem ist sie Kreisvorstandsmitglied der Partei im Landkreis Jerichower Land.
Im April 1998 zog Rogée über die Landesliste in den Landtag von Sachsen-Anhalt ein, dem sie seit der 3. Wahlperiode angehört. Dort ist sie Mitglied im Elften Parlamentarischen Untersuchungsausschuss (Müll), im Ausschuss für Wirtschaft und Arbeit sowie im Ältestenrat.